# Lucius Venuleius Montanus Apronianus Octavius Priscus

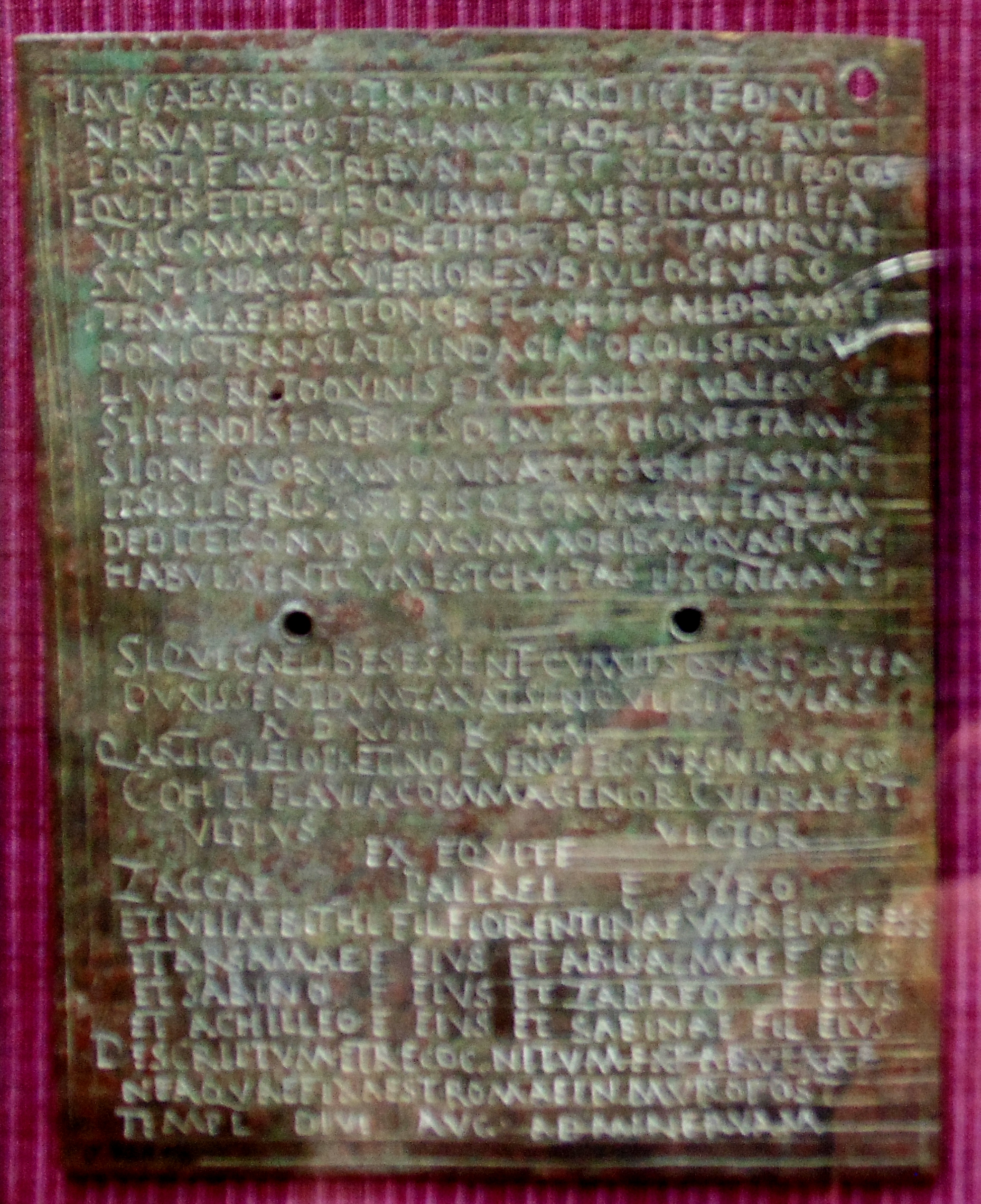
Das Militärdiplom

Lucius Venuleius Montanus Apronianus Octavius Priscus (* um 90) war ein römischer Politiker und Senator des 2. Jahrhunderts n. Chr.
Apronianus, dessen Vater Lucius Venuleius Montanus Apronianus im Jahr 92 Suffektkonsul war, war ein hoher Munizipalbeamter aus Pisa. Sein gleichnamiger Sohn war im Jahr 168 Konsul.
Er war Salius Collinus, also Patrizier, und bekleidete zahlreiche Ämter: Triumvir monetalis (Münzmeister), sevir equitum Romanorum (Führer einer Schwadron römischer Ritter), als Kandidat des vergöttlichten Kaisers Trajan war er Quästor, zudem Prätor und Legat der Legio I Italica in Novae in der Provinz Moesia inferior sowie Augur. Zwischen Prätur und Konsulat bekleidete er keine weiteren Ämter.
Durch ein Militärdiplom, das auf den 14. April 123 datiert ist, ist belegt, dass er 123 zusammen mit Quintus Articuleius Paetinus ordentlicher Konsul war. Darüber hinaus werden die beiden Konsuln noch in einer Inschrift und zahlreichen Ziegelstempeln aufgeführt. Erst im Jahr 138/139 wurde er Prokonsul der Provinz Asia.
Außerdem war er zweimal Quinquennal-Duovir, Patron der Kolonie Pisa oder Lucca, geehrt von der städtischen Plebs derselben Kolonie.